# 霍華德高地
77°27′S 151°40′W / 77.450°S 151.667°W
霍華德高地（英語：Howard Heights），是南極洲的高地，位於瑪麗伯德地的愛德華七世地，處於斯圖爾特冰川和格里冰川之間，海拔高度515米，美國地質調查局根據測量和該國海軍的空中照片繪入地圖，現時由南極條約體系管理。